# Ден на руския печат
Денят на руския празник е държавен празник в Руската федерация. Отбелязва се ежегодно на 13 януари.

## История
Свързва се с историческа дата - началото на издаването на първия руски печатен вестник. На 13 януари 1703 г. с указ на Петър I е публикуван първият брой на рускоезичния вестник Ведомости.